# 陳兆言
陳兆言，江西赣县人，清朝政治人物。附贡出身。
乾隆六十年（1795年），擔任清朝廣州府新安縣知縣。后由袁嘉熙接任。